# Antisense teknik
Antisense teknik er en molekylærbiologisk metode, som bruges til at nedregulere specifikke gener i en celle. populært sagt kan antisense beskrives som kunsten at slukke for geners aktivitet. Metoden går i grove træk ud på vha. gensplejsning at indføre et komplementært gen til det gen, man ønsker at regulere. Det vil i lighed med det oprindelige gen danne enkeltstrengede mRNA molekylær, som i kraft af deres komplementaritet vil binde sig til mRNA fra det oprindelige gen, og sammen vil de danne en dobbelthelix. Det betyder, at der ikke kan dannes protein af det uønskede gen.

## Eksempel
Ved hjælp af antisense kan man ændre en organismes gensammensætning og dermed ændre dens egenskaber; det kan føre til reduktion af sukkerindholdet i kartofler. Et lavt sukkerindhold bevirker, at kartoflerne ikke bliver brune, når de steges. Hvis man tilfører kartoflen et gen, der er komplementært til sukkerindholdsegenskabs-genet, vil dette gen ved transskriptionen lave en mRNA, der på samme måde er komplementær til sukkerindholdsegenskabs-genets mRNA. Disse to mRNA-molekyler vil gå sammen og danne et dobbeltstrenget mRNA-molekyle, som ikke kan indgå i translationen i ribosomerne. Herved vil effekten af det gen, der regulerer sukkerindholdet, ophøre.